# Ольдендорфский некрополь

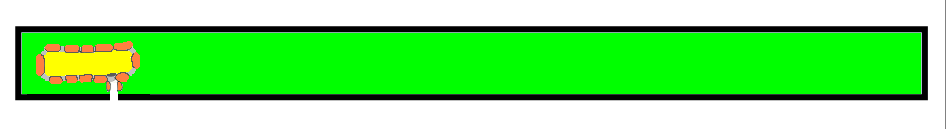
Дольмен IV

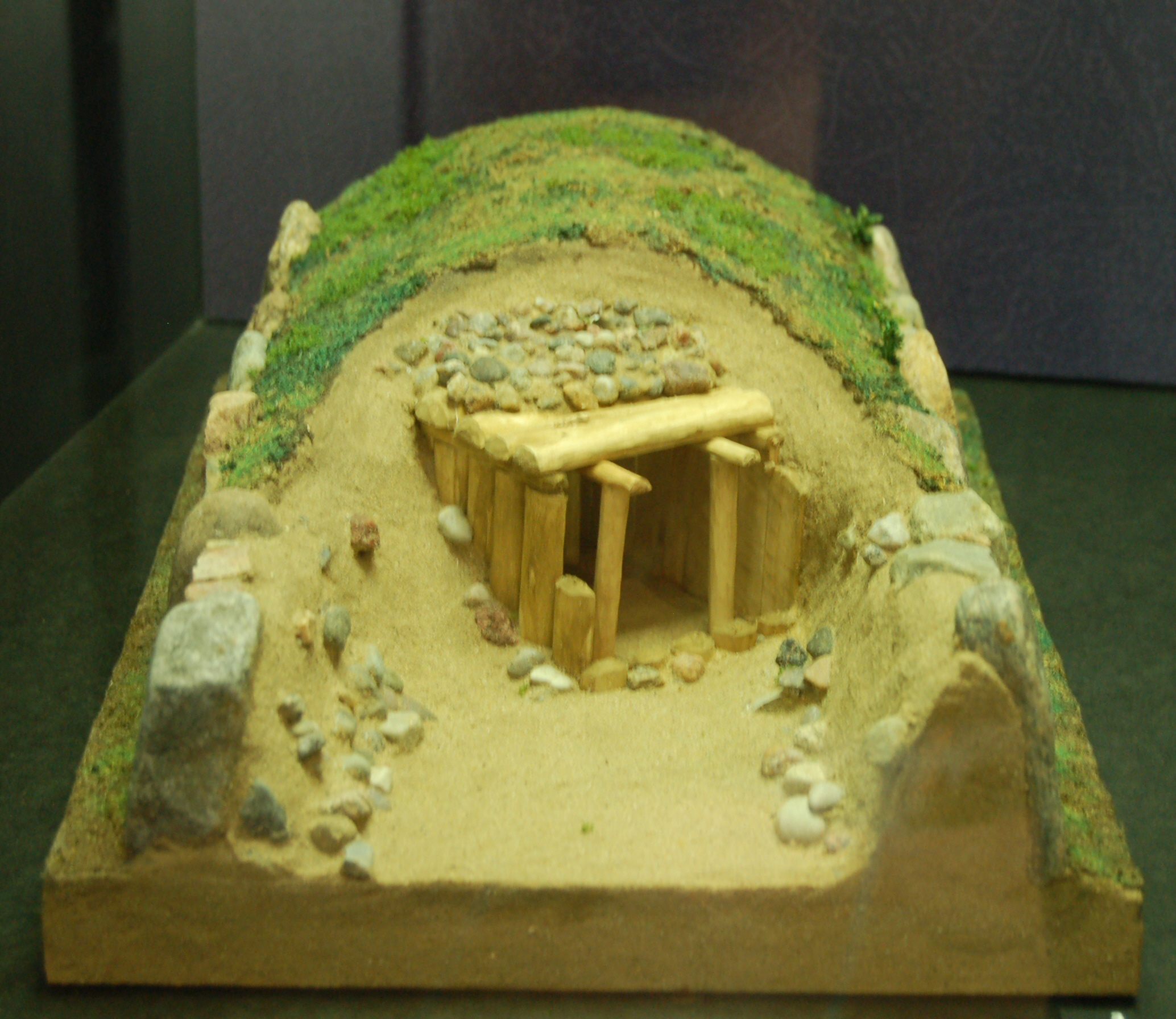
Модель дольмена III

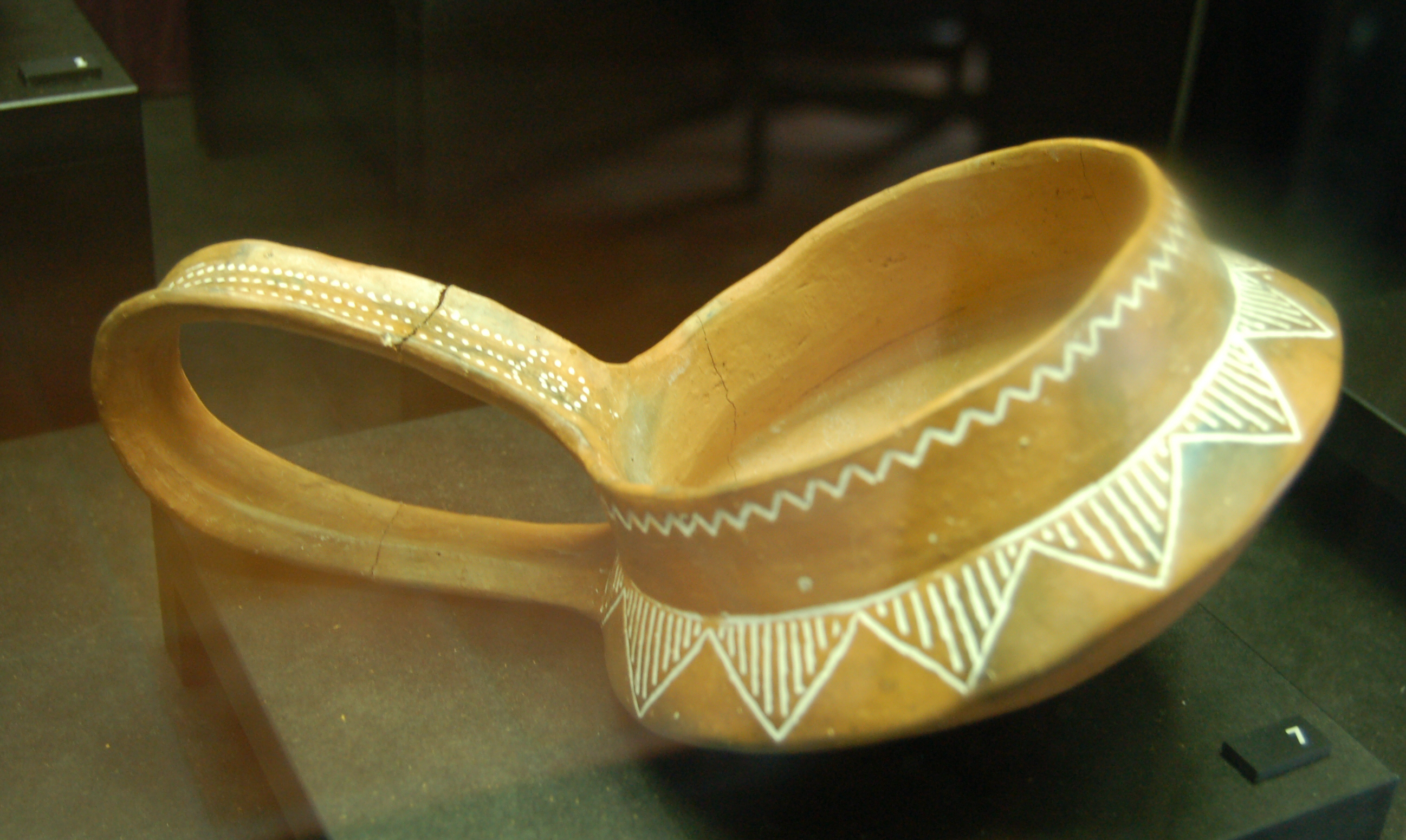
Копия сосуда из кургана II

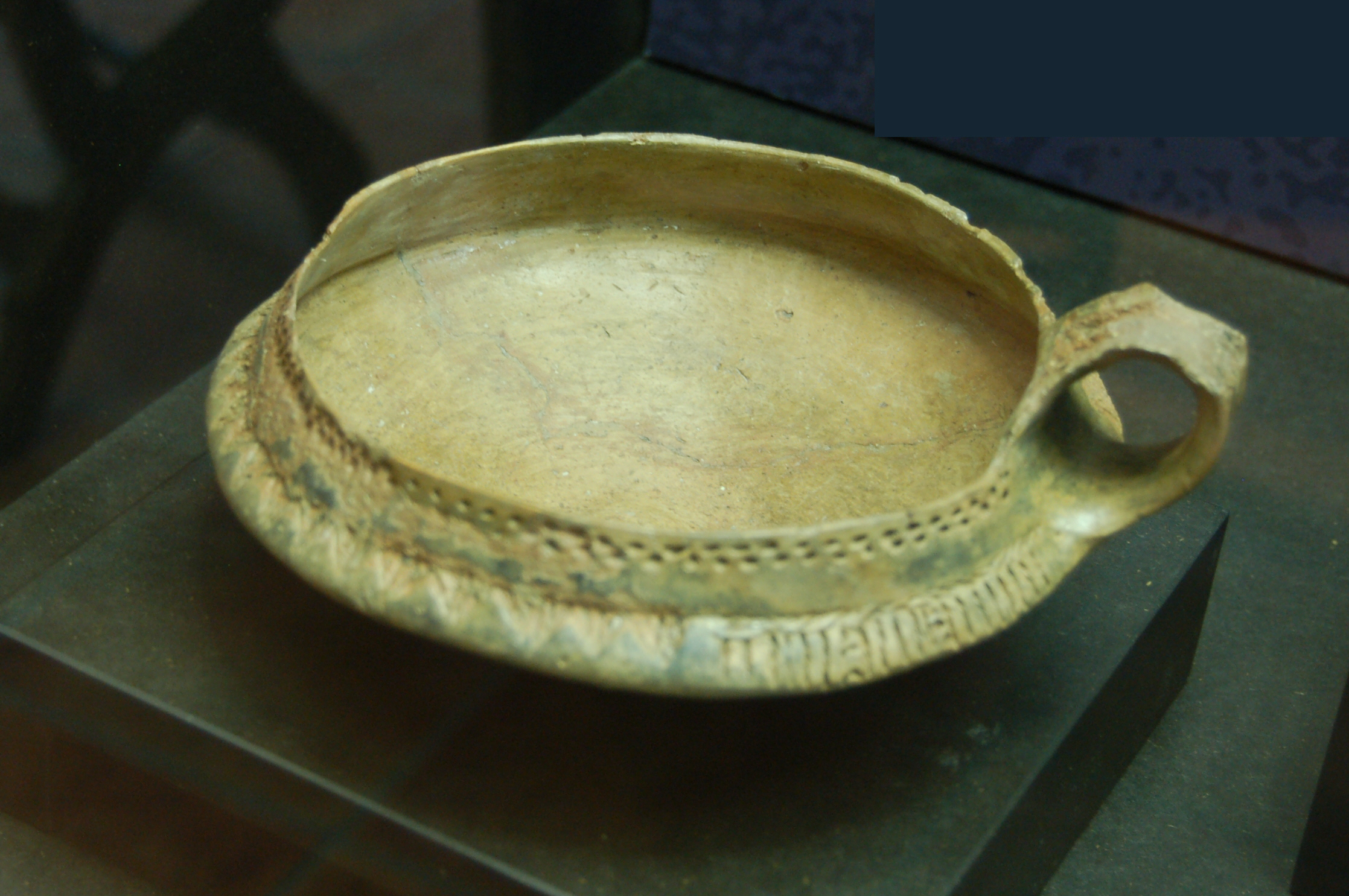
Копия тонкостенного сосуда из Ольдендорфского некрополя

Ольдендорфский некрополь, нем. Oldendorfer Totenstatt — группа из шести погребальных курганов и мегалитических сооружений в Ольдендорфе к северу от Амелингхаузена в долине реки Луэ в районе Люнебург в немецкой федеральной земле Нижняя Саксония. Состоит из дольменов (памятники 1, 3 и 4) и курганов (памятники 2, 5 и 6).

## Дольмены (памятники 1, 3 и 4)
- памятник 1 — дольмен длиной 45 метров, большая часть которого разрушена.
- памятник 3 — остатки земляной насыпи, из которой до настоящего времени сохранилось 43 метра. Большая часть наружных камней до сих пор находится на месте, часть их повалена. Погребальная камера, вероятно, находилась на участке, ныне не существующем.
- памятник 4 — дольмен длиной 80 метров. Изначально в нём было около 100 наружных камней, из которых до настоящего времени 14 находятся на месте, а прочие были отодвинуты во время реставрации. Коридорная гробница состояла из примерно 8-метровой камеры с 12 вертикальными опорными камнями и парой коридорных камней. Не сохранились первоначально существовавшие пять карнизных камней камеры и карнизный камень коридора. Камера находится в самом конце дольмена, а боковой вход в дольмен также смещён ближе к его концу: по этим признакам памятник относится к так называемым «голштинским камерам» («Holstein Chamber»).

## Курганы (памятники 2, 5 и 6)
- памятник 2 — курган диаметром около 20 метров, в центре которого находятся остатки коридорной гробницы: вертикальные камни и поперечная балка.
- памятники 5 и 6 — курганы бронзового века.

## Находки
Внутри камеры памятников 2 и 4 на разных уровнях обнаружены артефакты культур воронковидных кубков, шаровидных амфор и шнуровой керамики.